# Ленточница большая красная
Ленточница большая красная, или южная красная орденская лента (лат. Catocala dilecta), — ночная бабочка из семейства Erebidae.

## Описание

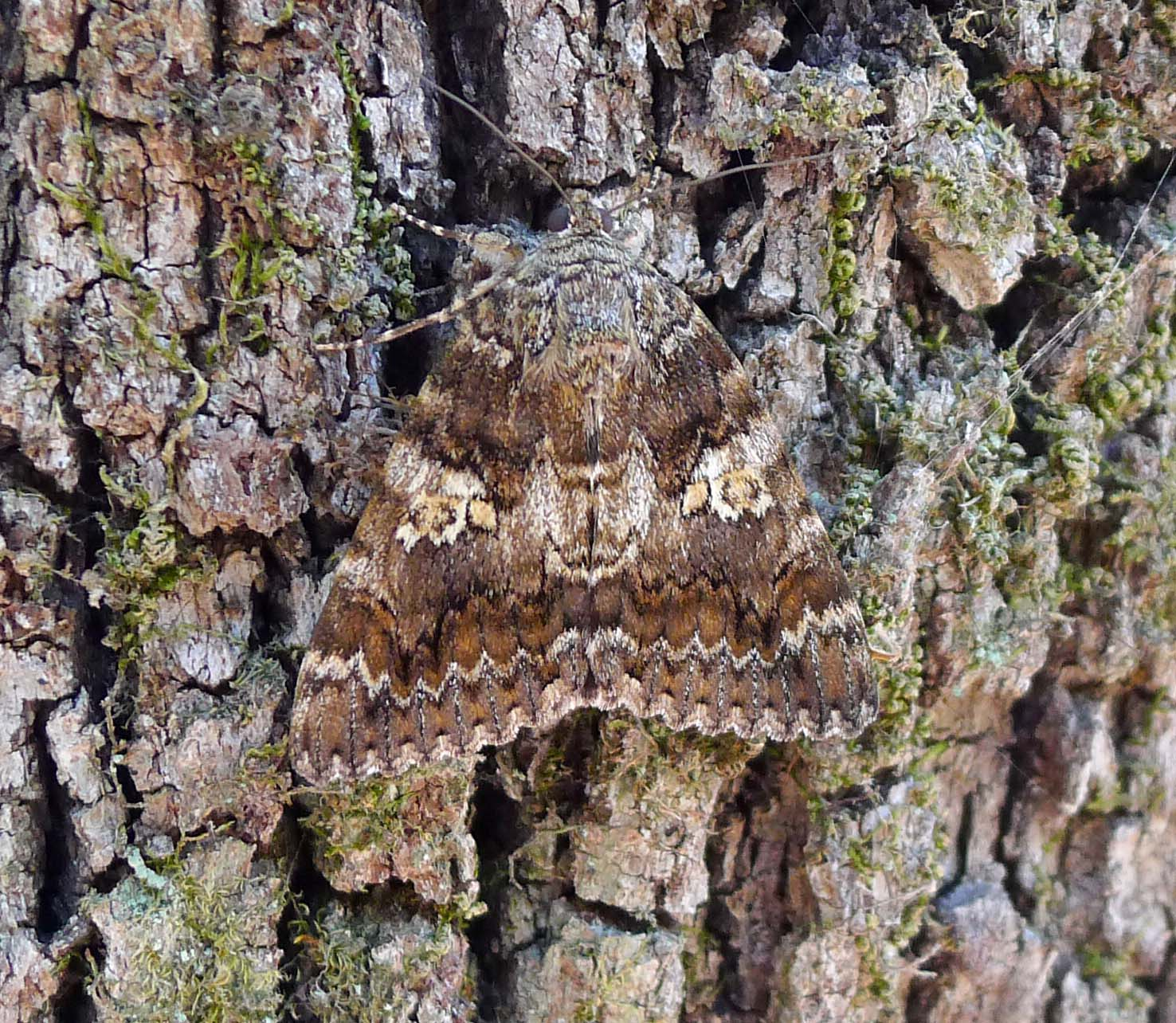
Бабочка со сложенными крыльями

Размах крыльев — 62—92 мм. Основной фон передних крыльев варьирует от серовато-коричневого до почти коричневого с чёрными поперечными полосками и буровато-серой бахромкой. Задние крылья малиново-красного цвета с узкой чёрной внутренней полоской и чёрным внешним краем. Бахромка задних крыльев в чёрных и белых пятнах.
В целом вид сходен с ленточницей малиновой, но отличается более крупными размерами, более закругленными на вершине и более широкими и короткими передними крыльями и несколько более однотонно серой (а не коричневатой и пестрой) их окраской.

## Ареал
Южная и частично средняя полоса Западной Европы, локально Центральная и Восточная Европа, Крым, Западный Кавказ, Закавказье, средняя полоса европейской России (возможно), Северная Африка, Западная Азия.

## Биология
Встречается в лесах, редколесьях и т. п. Развивается в одном поколении за год. Время лёта бабочек — с конца июня до сентября. Бабочки активны в ночное время суток. Ведут преимущественно скрытый образ жизни. Часто привлекаются на бродящий сок деревьев и искусственные источники света. Зимуют яйца. Гусеница сероватого цвета, развивается с конца апреля по начало июля, около 23 суток. Кормовые растения — несколько видов дубов. Окукливание среди листьев кормового растения в плетённом рыхлом коконе. Куколка бурого цвета, с сизым налётом.

## Охрана
Вид включен в Красную книгу Украины, как редкий. Причины низкой численности: применение пестицидов для уничтожения вредителей леса.
Также включён в Красную книгу Крыма. Охраняется в Карадагском природном заповеднике.